# Patrick Hoban
Patrick Hoban (Loughrea, 28 luglio 1991) è un calciatore irlandese, attaccante del Derry City.

## Carriera
Attaccante, nel campionato irlandese 2018, con la maglia del Dundalk, realizza 29 reti in 36 presenze, laureandosi capocannoniere del campionato.

## Palmares

### Club

#### Competizioni nazionali
- Campionato irlandese: 3

Dundalk: 2014, 2018, 2019
- Coppa d'Irlanda: 1

Dundalk: 2020
- Coppa di Lega irlandese: 2

Dundalk: 2014, 2019
- Supercoppa d'Irlanda: 2

Dundalk: 2019, 2021

### Individuale
- Capocannoniere: 2

2014, 2018